# Wellington (Nevada)
Wellington es un área no incorporada ubicada en el condado de Lyon en el estado estadounidense de Nevada.

## Geografía
Wellington se encuentra ubicado en las coordenadas 38°45′16″N 119°22′23″O / 38.75444, -119.37306.